# Hermann Riedel (Komponist, 1847)

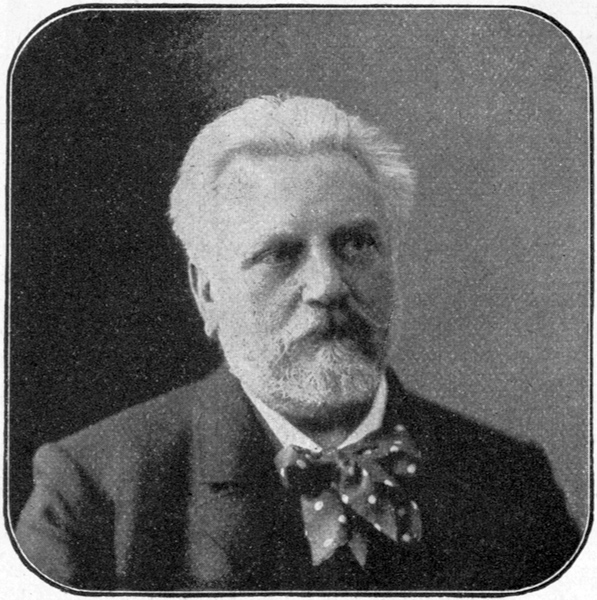
Hermann Riedel

Hermann Riedel (* 2. Januar 1847 in Burg (bei Magdeburg); † 6. Oktober 1913 in Braunschweig) war ein deutscher Komponist.

## Leben und Wirken
Riedel studierte am Wiener Konservatorium bei Josef Dachs Klavier und bei Felix Otto Dessoff Komposition. 1874 wurde er Korrepetitor an der Wiener Hofoper. Arthur Schnitzler berichtet in seiner Autobiographie Jugend in Wien, dass er von Riedel in dieser Zeit Klavierunterricht erhalten habe und dass er ihn in seinem Romanerstling Der Weg ins Freie als Episodenfigur habe auftreten lassen.
1878 ließ Riedel sich in Braunschweig nieder, wo er Kapellmeister am Herzoglichen Hoftheater wurde. Von 1882 bis 1911 war er Hofkapellmeister der Braunschweiger Hofkapelle und Direktor des Ensembles des Hoftheaters.
Riedel ist hauptsächlich als Komponist der Scheffelschen Trompetenlieder bekannt, eines Liederzyklus, den er auf Texte aus dem populären „epischen Gedicht“ Der Trompeter von Säckingen von Joseph Victor von Scheffel schrieb. Er komponierte ferner die komische Oper Der Ritterschlag, sowie eine Reihe von kammermusikalischen Werken. Bis heute werden seine Chorsätze von Weihnachtsliedern wie O du fröhliche oder Stille Nacht, heilige Nacht verlegt und aufgeführt.